# Příšovská homolka
Příšovská homolka je přírodní památka severozápadně od obce Příšov v okrese Plzeň-sever. Chráněné území je v péči Krajského úřadu Plzeňského kraje.

## Předmět ochrany
Příšovská homolka byla chráněnou lokalitou již od roku 1933. Předmětem ochrany je třetihorní sopka, nejjižněji situovaný neovulkanit Českého masívu, který je zároveň jednou z nejmladších českých sopek. Konkrétně se jedná o vulkanit typu struskového kužele, pozůstatek povrchového explozívního vulkánu, který vznikl freatomagmatickou sopečnou činností. V důsledku obohacení magmatu plyny zde vznikly povrchové pyroklastické horniny s příměsí xenolitických (cizorodých) složek, jako jsou například křemenné valouny, pocházející ze slepenců. Ve zdejším xenolitickém materiálu byly nalezeny i úlomky dřevin, jejichž stáří odpovídá svrchnímu miocénu. Ve starší literatuře je zmíněn též nález dřeva druhu Glyptostrobus europeus, které bylo známo z období pliocénu.

## Dostupnost
Příšovská homolka je vzdálena zhruba 800 metrů směrem na severozápad od centra Příšova po místní silnici, která vede z Příšova do Nevřeně a která je součástí cyklotrasy č. 2263. Nejbližší autobusové zastávky jsou v Příšově nebo v Nevřeni, kam zajíždějí místní autobusové spoje na trase Plzeň–Všeruby.

## Galerie

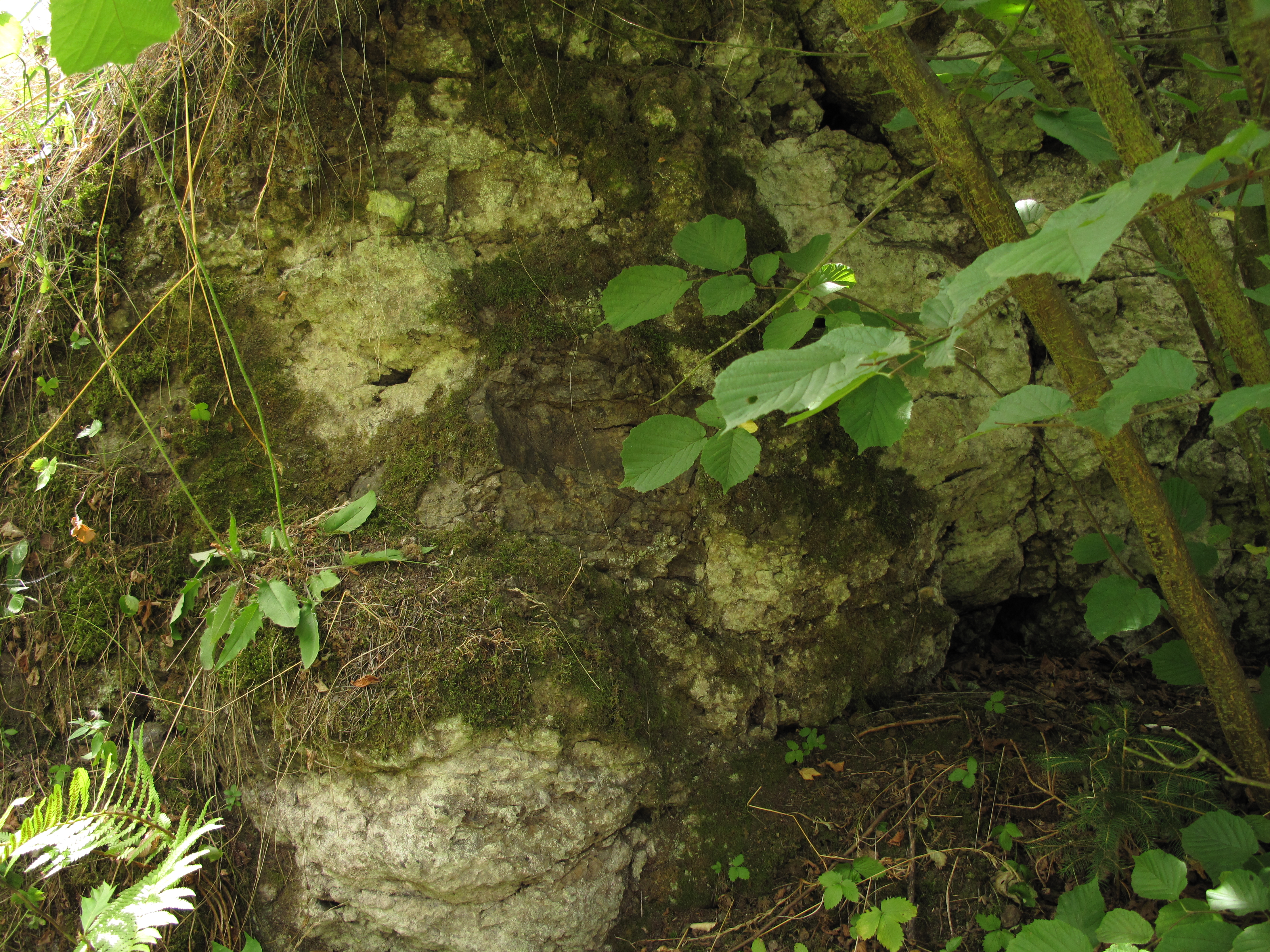
Vyvřelina
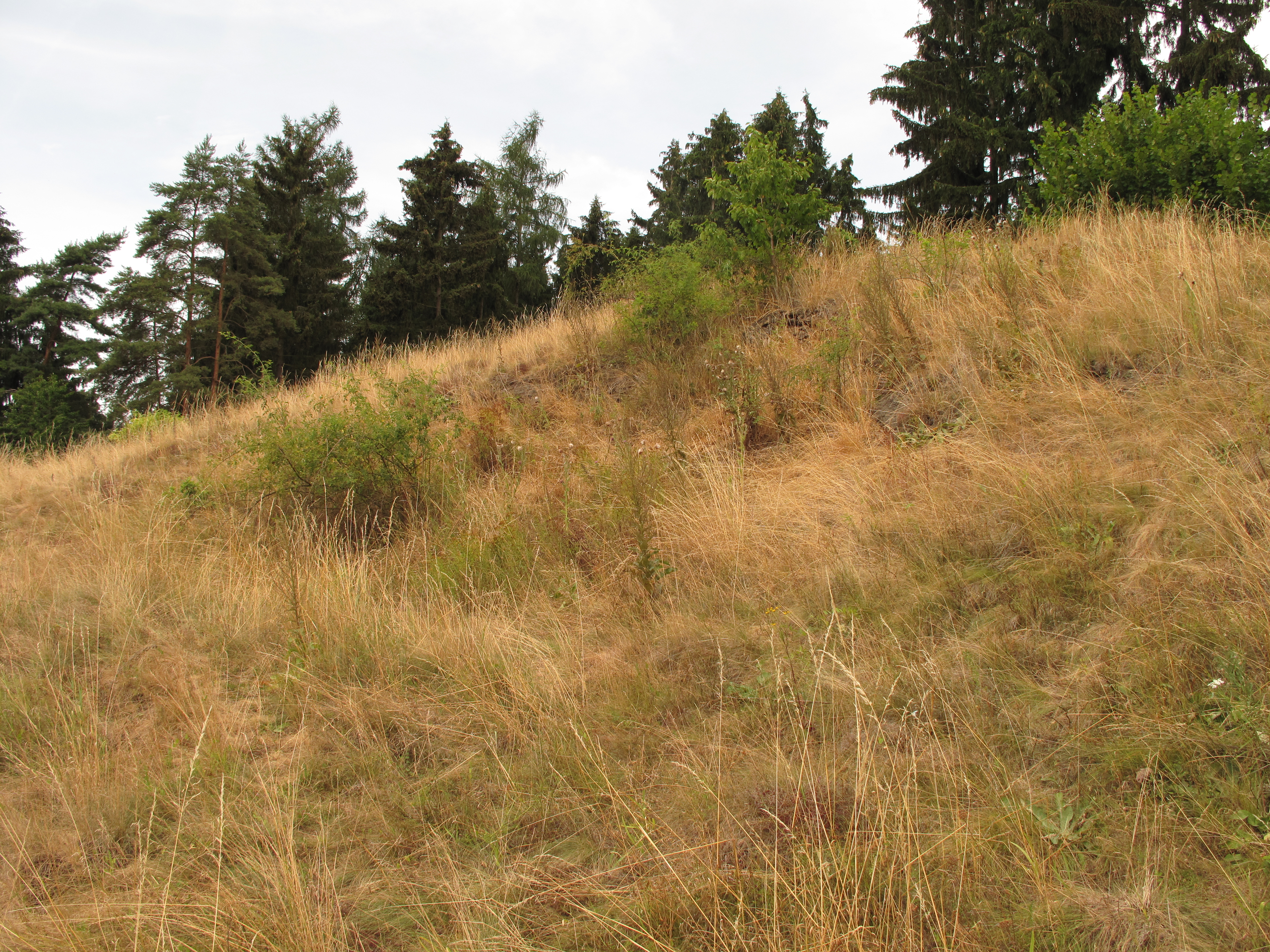
Vrchol
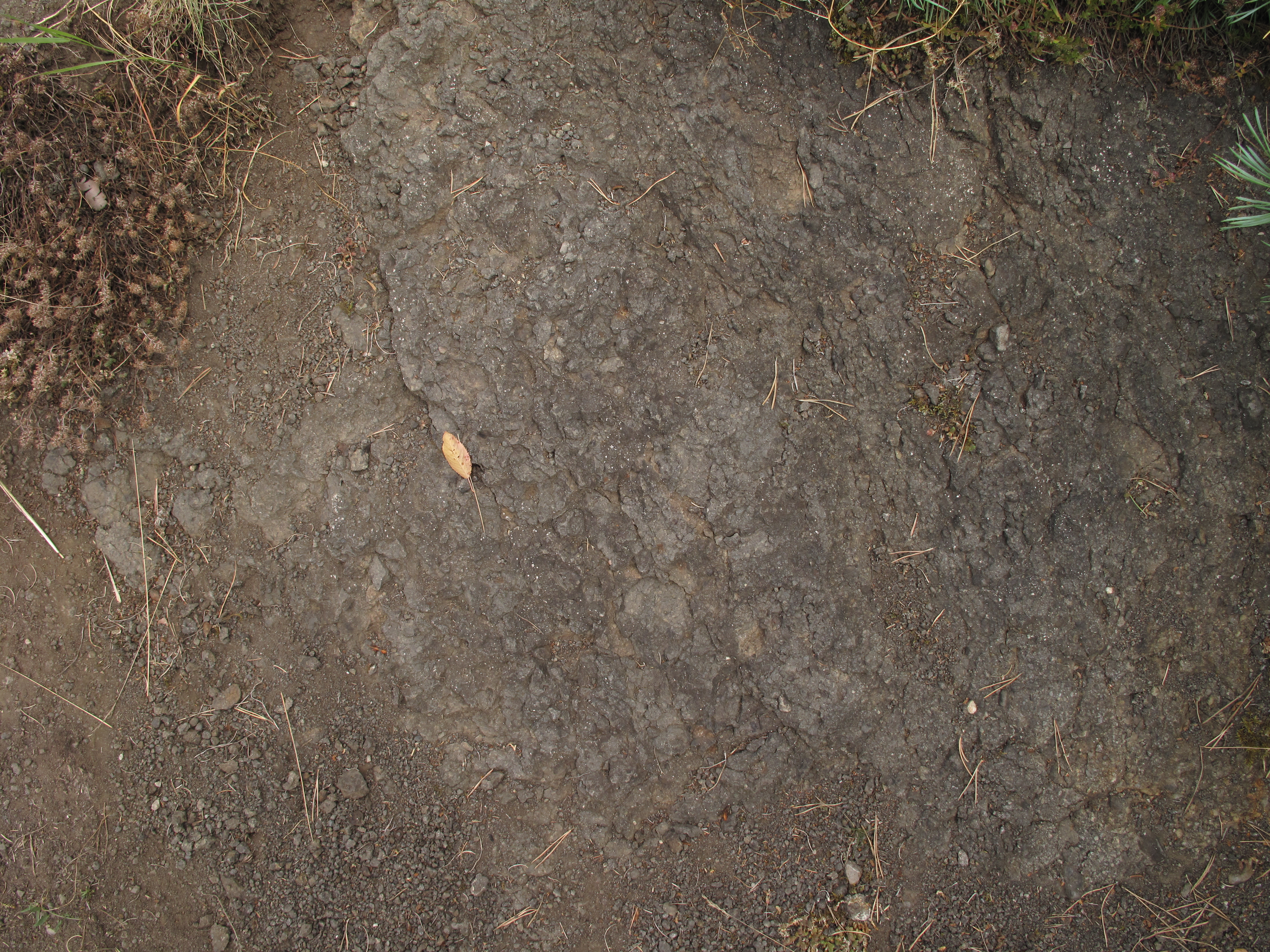
Skála
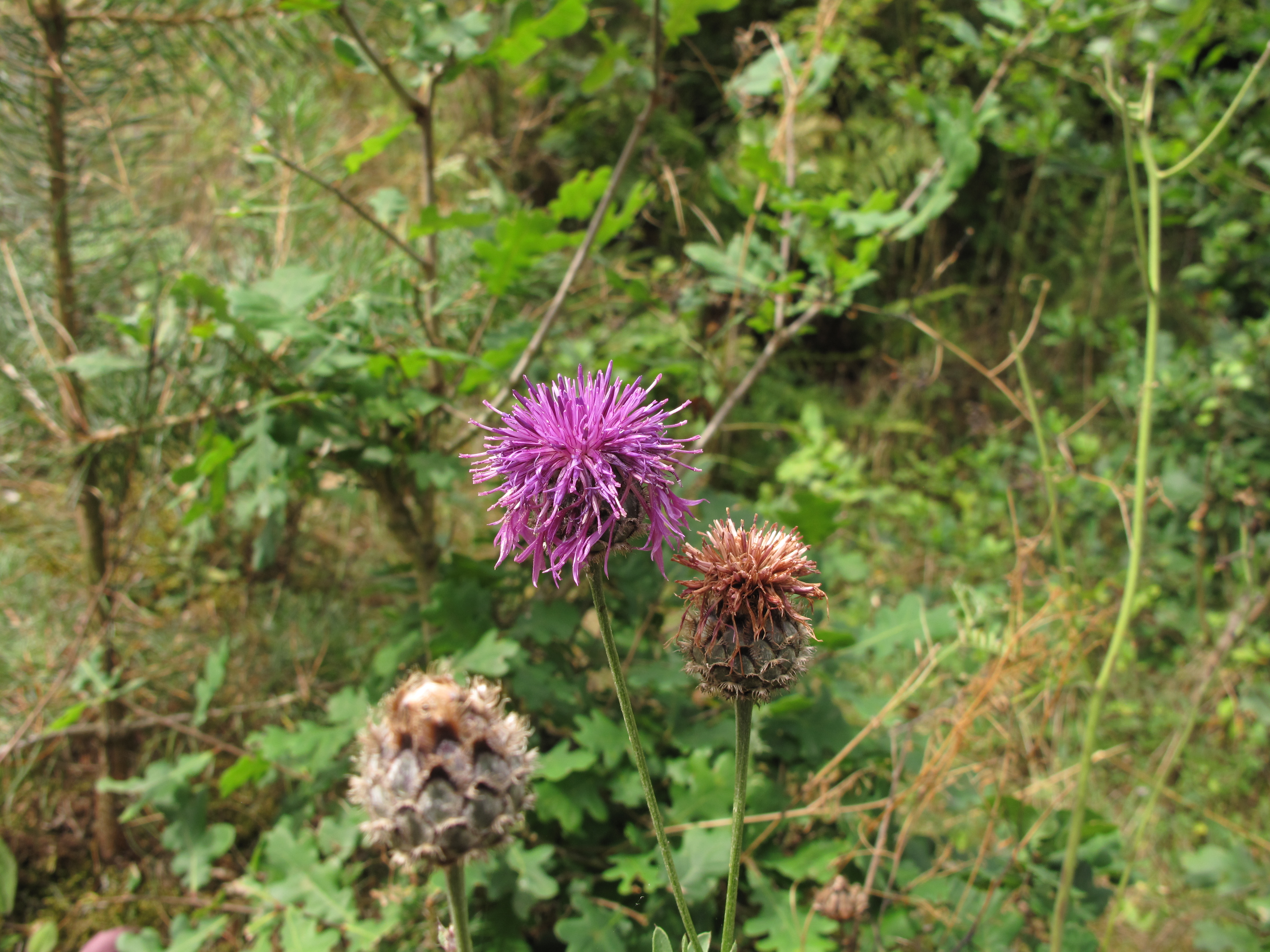
Chrpa